# 下诺夫哥罗德国立技术大学
56°19′35″N 44°1′31″E / 56.32639°N 44.02528°E

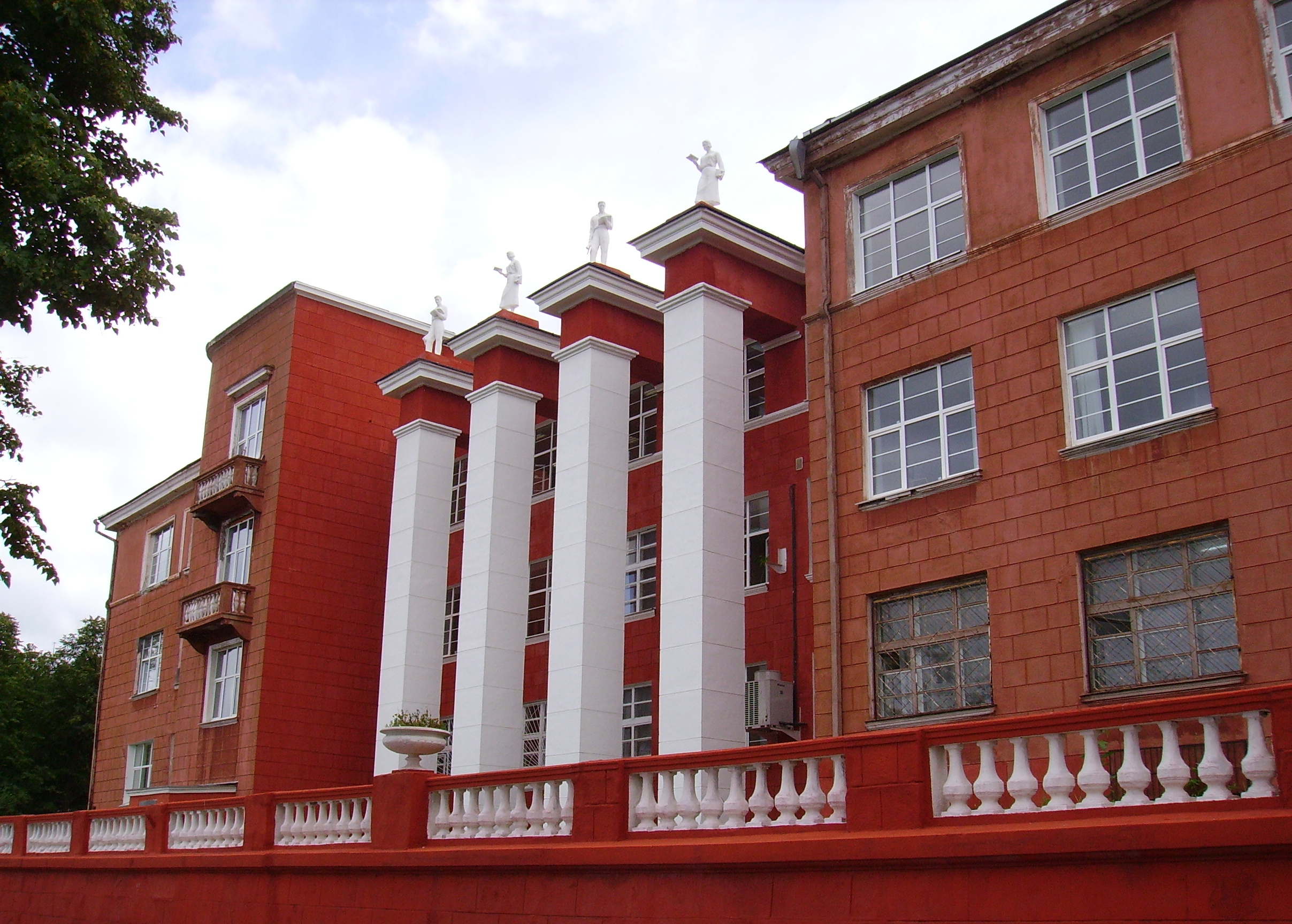
The main building of NNSTU

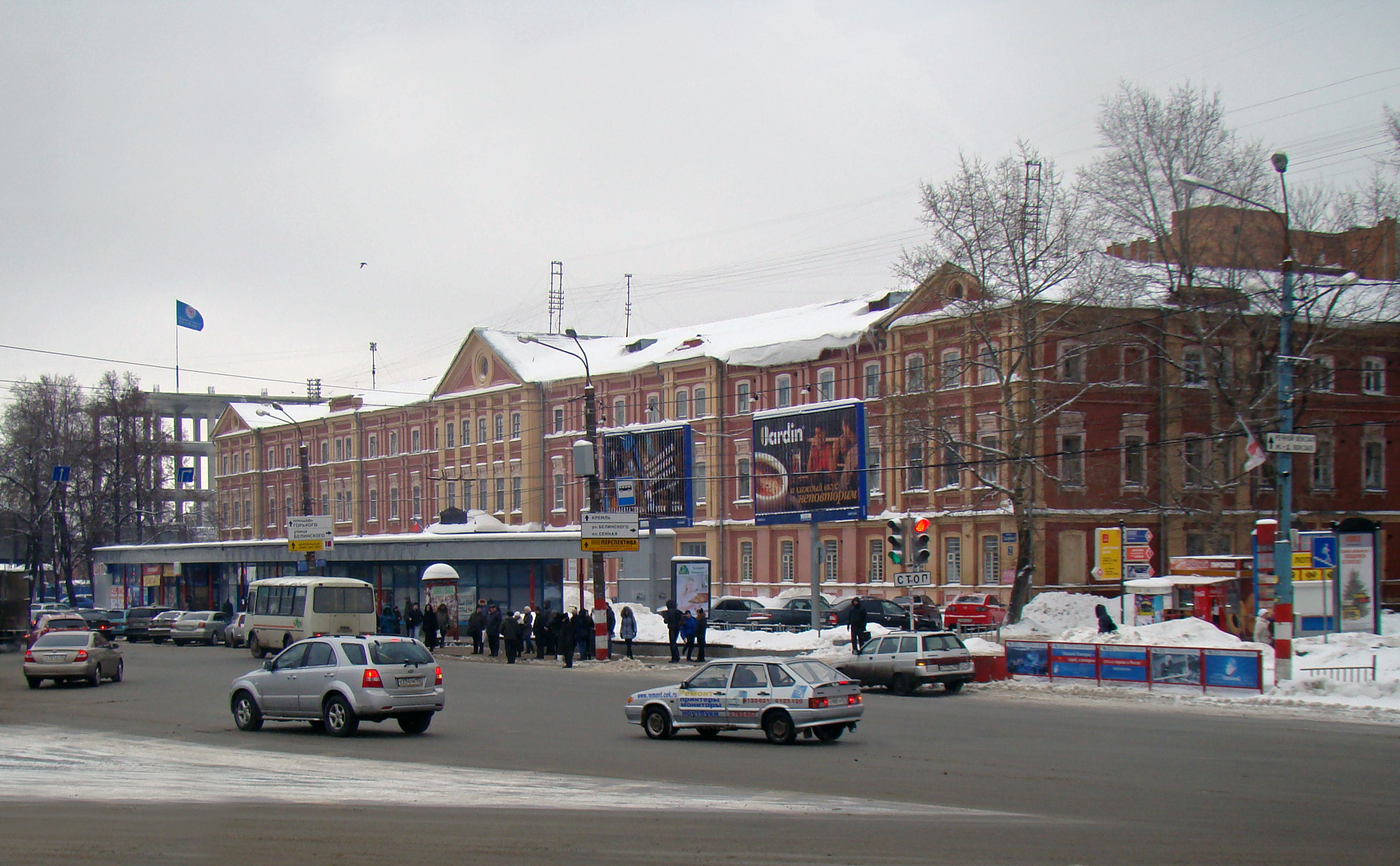
The dorm №2 former the Widows house of Bugrov

下诺夫哥罗德国立技术大学（俄语：Нижегородский государственный технический университет им. Р. Е. Алексеева），是一所位于俄罗斯下诺夫哥罗德市的公共技术大学，该校始建于1917年，后在1992年以该校校友命名。下诺夫哥罗德国立技术大学目前任课教师中有近170人为博士、教授，600多人为副博士、副教授，在校生超过二万五千人。大学为学生提供近30个本科专业方向，70多个专家专业方向和20多个研究生专业方向，还用58个副博士研究方向和4个博士研究方向。大学的辅助专业教育课程还包括MBA和“通信领域翻译”。

## 历史
下诺夫哥罗德国立技术大学前身是在1898年华沙建立的华沙理工大学。在1915年因第一次世界大战被疏散到下诺夫哥罗德.并于1918年改名为诺夫哥罗德技术大学.
经过多次拆分和组建，该校在1992改名为下诺夫哥罗德国立技术大学。

## 学校院系
- 汽车学院
- 无线电电子和信息技术学院
- 工业技术和机械制造学院
- 核能和技术物理学院
- 工程物理-化学系
- 海洋和航空技术系
- 自动化和机电系
- 材料学和高温工艺系
- 通讯技术系
- 经济、管理和创新系
- 本科和研究生专业方向：
- 动力机械制造
- 技术物理
- 电力
- 电气工程、电机和电力技术
- 冶金
- 应用力学
- 技术机器设备
- 材料学和新材料工艺
- 机械生产工艺、设备和自动化
- 造船和海洋技术
- 地面交通系统
- 运输设备
- 仪器制造
- 生物医学工程
- 电子和微电子
- 电子技术和设计
- 无线电技术
- 通讯
- 自动化和管理
- 创新技术
- 信息学和计算机技术
- 化工和生物技术
- 食品工业
- 应用数学和信息学
- 管理